# Ордизан
Ордиза́н (фр. Ordizan, окс. Ordisan) — коммуна во Франции, находится в регионе Юг — Пиренеи. Департамент — Верхние Пиренеи. Входит в состав кантона Баньер-де-Бигор. Округ коммуны — Баньер-де-Бигор.
Код INSEE коммуны — 65335.

## География

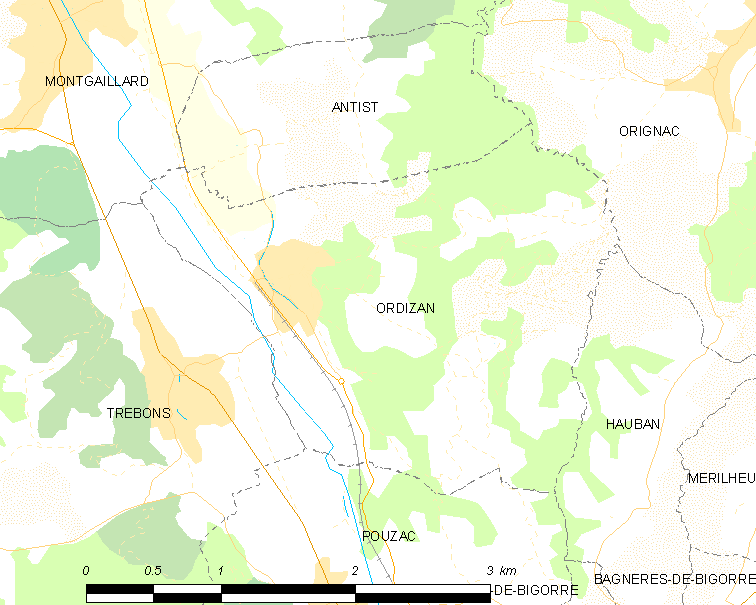
Карта коммуны

Коммуна расположена приблизительно в 670 км к югу от Парижа, в 120 км юго-западнее Тулузы, в 15 км к югу от Тарба.
По территории коммуны протекает река Адур и проходит канал Аларик.

## Климат
Климат умеренно-океанический с солнечной тёплой погодой и обильными осадками на протяжении практически всего года.

## Население
Население коммуны на 2010 год составляло 476 человек.
| 1962 | 1968 | 1975 | 1982 | 1990 | 1999 | 2010 |
| ---- | ---- | ---- | ---- | ---- | ---- | ---- |
| 252  | 263  | 305  | 360  | 441  | 407  | 476  |

## Администрация
| Период | Период | Фамилия     | Партия | Примечания |
| ------ | ------ | ----------- | ------ | ---------- |
| 2008   | 2014   | Андре Гобер |        |            |
| 2014   | 2020   | Ролан Дету  |        |            |

## Экономика
В 2010 году среди 309 человек трудоспособного возраста (15-64 лет) 203 были экономически активными, 106 — неактивными (показатель активности — 65,7 %, в 1999 году было 64,5 %). Из 203 активных жителей работали 185 человек (88 мужчин и 97 женщин), безработных было 18 (7 мужчин и 11 женщин). Среди 106 неактивных 17 человек были учениками или студентами, 46 — пенсионерами, 43 были неактивными по другим причинам.